# Fuentesaúco
Fuentesaúco település Spanyolországban,  Zamora tartományban. Fuentesaúco Aldeanueva de Figueroa községgel határos. Lakosainak száma 1606 fő (2024).

## Népesség
A település népessége az utóbbi években az alábbiak szerint változott:
| Lakosok száma | 1868 | 1867 | 1935 | 1940 | 1918 | 1740 | 1551 | 1475 | 1601 | 1606 |
|               | 2001 | 2004 | 2007 | 2009 | 2012 | 2014 | 2017 | 2019 | 2022 | 2024 |